# 生態遺傳學
生態遺傳學（Ecological genetics）是研究生態學尺度的遺傳學，主要關注於自然族群中的表現型的演化。群體遺傳學為較為相關的其他學科。